# المهدم (الشاهل)

تعديل مصدري - تعديل

المهدم هي إحدى قرى عزلة الامرور بمديرية الشاهل التابعة لمحافظة حجة، بلغ تعداد سكانها 176 نسمة حسب تعداد اليمن لعام 2004.